# Neo Contra
Neo Contra (яп. ネオ コントラ) — десята відеогра в серії Contra від Konami. Вона була розроблена командою Neo Kijirushi, групою співробітників усередині Konami Computer Entertainment Tokyo, і випущена для PlayStation 2 в 2004 році. Гра є прямим продовженням Contra: Shattered Soldier і відрізняється від попередніх частин ізометричною проєкцією в усіх рівнях та більш гумористичним настроєм.
Сюжет обертається навколо протистояння Білла Райзера та його напарника злочинній організації Neo Contra, яка збільшує свій вплив на Землі через дві тисячі років після подій Contra: Shattered Soldier.

## Ігровий процес
Neo Contra використовує тривимірну графіку, але при цьому зображення в ізометричній перспективі та базові принципи попередніх ігор. Геймплей варіюється залежно від рівня і кута огляду (гравець не може керувати камерою). Велика частина гри відбувається в ізометричної перспективі, але є рівні з видом збоку. Персонаж гравця не може стрибати. Замість цього додано два прийоми, що дозволяють ухилятися від атак: перекат і кручення на місці. Система Hit Rate, яка була введена в Contra: Shattered Soldier, наявна і в цій грі, але з іншими співвідношенями відсоток влучань/оцінка.
Оцінки Hit Rate:
- 98-100 % = S
- 95-97 %  = A
- 90-94 %  = B
- 75-89 %  = C
- 0-74 %  = D

Neo Contra має модифіковану версію конфігурації з трьох видів зброї з попередньої частини. Гравець має два типи вогнепальної зброї, використовуваної проти наземних цілей, і третю зброю проти повітряних цілей. Персонаж Генбей Ягю може отримати найпотужнішу зброю в грі — катану, але вона має малий радіус дії. Спочатку доступно 3 набори зброї і ще 3 відкриваються згодом.
1. Набір зброї A: Machine Gun, Grenade Bomb (можна замінити катаною), Lock on Missile.
2. Набір зброї B: Charge shot (можна замінити катаною), Fire Whip, Lock on Laser.
3. Набір зброї C: Spread shot (можна замінити катаною), Classic Fire Ball, Lock on Thunder.
4. Набір зброї D: Lightning, G Bazooka (можна замінити катаною), Heaven's Laser.
5. Набір зброї E (відкривається по завершення 6-го рівня): Drill (можна замінити катаною), Reflective Laser, Fairy Laser.
6. Набір зброї F (відкривається по завершенню 7-го рівня): Ripple Laser, 6 V Laser (можна замінити катаною), Variable Weapon.

Всього в грі є сім рівнів, але одразу доступні не всі. Чотири початкових рівні можна грати в будь-якому порядку і повторно проходити у будь-який час для отримання вищої оцінки. П'ятий рівень може бути вибраний тільки після завершення попередніх чотирьох, а шостий і сьомий стають доступні тільки при високій загальній оцінці вправності гравця.
Існує два рівня складності: легкий і нормальний. Граючи на легкому рівні складності гравець отримує 30 життів, але тоді доступні тільки чотири рівні. Нормальний рівень складності пропонує гравцям 5 життів, 7 продовжень і повний сюжет.

## Сюжет

### Основні події
Події Neo Contra відбуваються в 4444 році, коли Земля була перетворена в тюремну планету, де проживають злочинці і повстанці. В цьому злочинному суспільстві піднімається новий порядок під назвою «Neo Contra», який, хоч і використовує назву організації Contra, тримається на тероризмі. Щоб впоратися з Neo Contra, Білла пробуджують з кріогенного сну і, давши в напарники Генбея Яґ'ю, з космічної станції десантують в місто, де вони б'ються з бандитами Neo Contra. На їхньому шляху стає чудовисько з лицем злої дитини, яке герої долають і стрибають в шахту під ним. На дні шахти знаходиться один з лідерів організації, танкіст танка-трансформера Партизанський Контра. Його вихваляння виявляються порожніми, Білл з Ганбеєм перемагають його.
За якийсь час герої розбивають відеопанель, якою траслюються колишні пригоди Білла, і верхи на ящерах починають наступне завдання. Лізучи по стіні їм доводиться рятуватися від велетенської рептилії. Тим часом Загадковий G розстрілює Рослинного Контру і перевіряє боєм прибулого Білла, якого звідкись знає. Після бою він телепортується, а Рослинний Контра оживає і нападає на героїв, демонструючи здатність перетворюватися на хижу квітку. Здолавши другого воєначальника, Білл задається метою знайти Загадкового G.
Герої потрапляють у вулканічну місцевість, де знаходиться база Феромонної Контри, жінки в протигазі, яка також знає Білла. Вона знімає протигаз і виявляється Люсією, колишньою напарницею Білла. Зі словами, що «є речі, які краще не знати», вона атакує і її доводиться вбити.
Після бою в повітрі герої висаджуються на літаюче судно, капітаном якого виявляється четвертий воєначальник — собака Тваринна Контра.
Наступне завдання починається боєм з істотами, подібними на прибульців з попередніх частин. В глибині лабораторії герої зустрічають залишки Червоного Яструба і самого Повелителя Контри, який виглядає як Білл і зауважує, що Білл, який стоїть перед ним, добре справляється «як для підробки». Він називає себе справжнім Біллом Райзером та доводить, що персонаж гравця лише клон. Після цього він паралізує героїв. При низьких оцінках вправності гравець отримає закінчення 1.
При хороших оцінках на допомогу приходить Загадковий G, але гине в бою з Повелителем Контри, встигши визволити Білла і Генбея. Перед смертю він заспокоює Білла, говорячи, що коли він слідує своїм ідеалам і надалі, він не підробка, і робить натяк, що є тим самим першим Біллом. Повелитель Контри піднімає свою базу над планетою, але герої наздоганяють її на ракеті. Повелитель Контри розповідає, що є лише частиною проекту, покликаного покласти край всім війнам за допомогою абсолютної зброї, створеної на основі особистості й досвіду легендарного Білла Райзера. Першим результатом цього проекту став клон Білла, другим — Повелитель Контри, який фактично є комп'ютером, поєднаним зі зброєю, тобто самою базою. Зі знищенням комп'ютера база розвалюється і падає на поверхню планети. (Закінчення 2).

### Закінчення
- Закінчення 1: повелитель Контри піднімає свою базу над планетою і здійснює по ній постріл. Вибух розплавляє поверхню Землі, всі на ній гинуть.
- Закінчення 2: капсула зі вцілілими Біллом і Генбеєм падає в океан врятованої Землі, з якого вони випливають на спині кита.
- Закінчення 3: секретне закінчення з чорним гумором, яке відкривається при проходженні всіх рівнів на оцінку S. Генбей криваво розправляється зі все більшими ворожими силами, поки випадково не розрізає катаною всю планету, лишаючись з Біллом у відкритому космосі. Разом з цим закінченням даються нові костюми для персонажів.

## Персонажі
- Білл Райзер (англ. Bill Rizer) — боєць, котрий (як він спочатку вважає) прокинувся від кріогенного сну тривалістю майже в дві тисячі років. Він посилається знищити Neo Contra, нову організацію, що становить загрозу Землі. Він, по суті, є клоном оригінального Білла Райзера, результом військового «Проекту С».
- Генбей «Ягуар» Яґ'ю (англ. Genbei «Jaguar» Yagyu) — темношкірий самурай, який є новим партнером Білла. Його образ заснований на реальних темношкірих слугах Оди Нобунаґи часів феодальної Японії.
- Четверо Пекельних Воїнів Neo Contra (англ. The Four Hell Warriors of Neo Contra) — четверо елітних членів організації Neo Contra:
  - Партизанський Contra (англ. Guerilla Contra) — перший воєначальник. Танкіст у військовій формі, який курить люльку та вихваляється своєю силою.
  - Рослинний Contra (англ. Plant Contra) — худорлявий кігтистий кіборг, який постійно намагається привернути увагу до себе.
  - Феромонна Contra (англ. Pheromone Contra) — Люсія (Bionoid LCR), яка свого часу допомагала Біллові під час подій Contra: Shattered Soldier.
  - Тваринна Contra (англ. Animal Contra) — бультер'єр, який володіє людською мовою.
- Загадковий G (англ. Mystery G) — загадковий старий воїн. Натякає, що є справжнім Біллом Райзером.
- Повелитель Contra (англ. Master Contra) — лідер Neo Contra. Спочатку з'являється у вигляді ще одного клона Білла, але насправді є посланцем «Проекту C» — абсолютної зброї.

## Відгуки
Гра отримала "змішані" відгуки згідно з сайтом Metacritic, що агрегує рецензії. В Японії Famitsu поставив їй 29 балів з 40.